# Liolaemus thermarum
Liolaemus thermarum är en ödleart som beskrevs av  Videla och CEI 1996. Liolaemus thermarum ingår i släktet Liolaemus och familjen Tropiduridae. Inga underarter finns listade i Catalogue of Life.